# تپه حاج مراد
تپه حاج مراد مربوط به دوران پیش از تاریخ ایران باستان است و در شهرستان کردکوی، بخش مرکزی، روستای اسلام‌آباد واقع شده و این اثر در تاریخ ۱۰ بهمن ۱۳۸۳ با شمارهٔ ثبت ۱۱۳۱۳ به‌عنوان یکی از آثار ملی ایران به ثبت رسیده است.